# Mbarara
Mbarara – miasto w południowo-zachodniej Ugandzie; stolica dystryktu Mbarara.  Liczy 83.700 mieszkańców. Jest to główne miejskie, administracyjne i handlowe centrum dystryktu Mbarara. W mieście znajduje się port lotniczy Mbarara.
Jest stolicą archidiecezji Mbarara.